# بروکن-هاکپفوفل
بروکن-هاکپفوفل (به آلمانی: Brücken-Hackpfüffel) یک شهر در آلمان است که در مانسفلد-زودهارتس واقع شده‌است. بروکن-هاکپفوفل ۱٬۰۳۴ نفر جمعیت دارد و ۱۴۰ متر بالاتر از سطح دریا واقع شده‌است.